# Orientbrachschwalbe

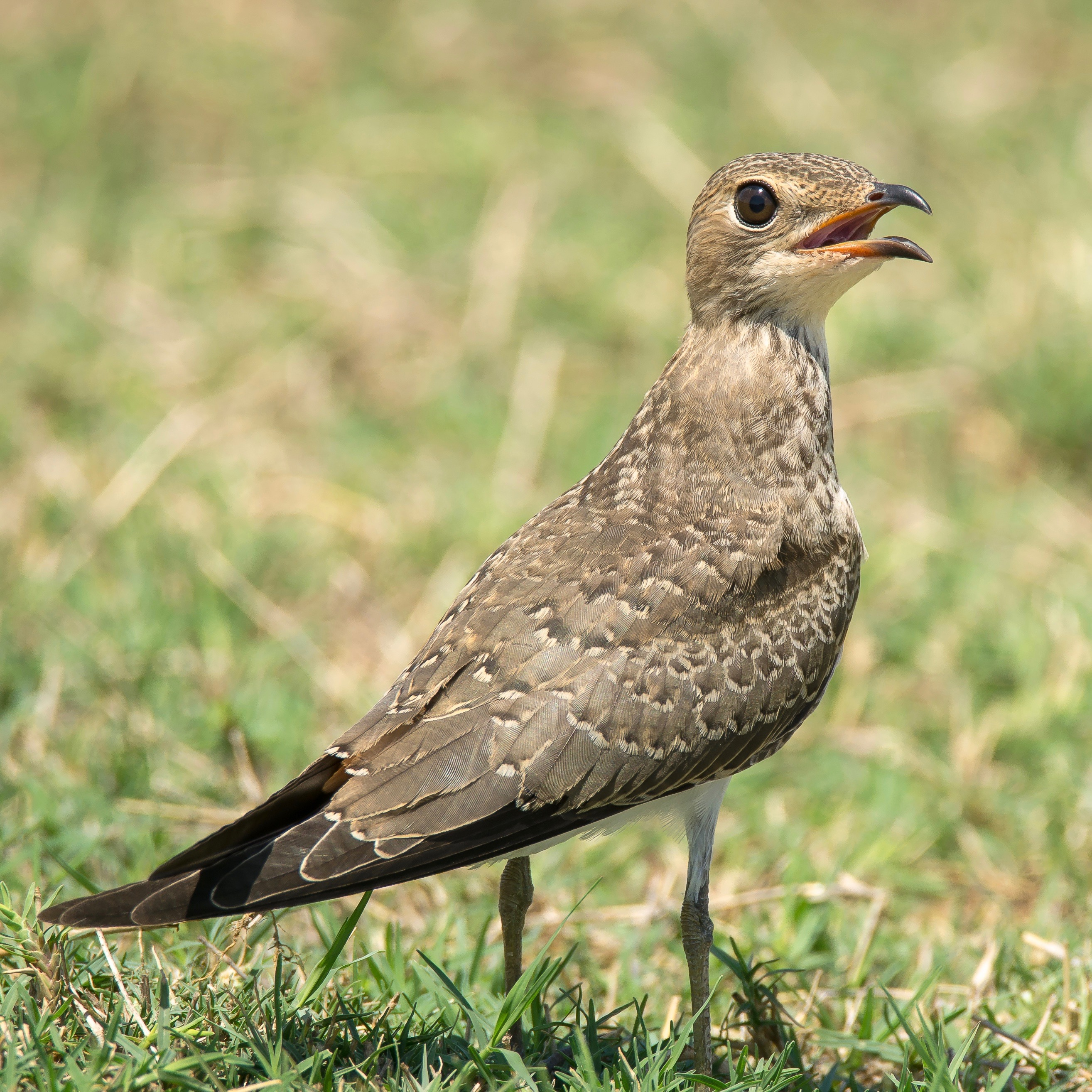
Orientbrachschwalbe (Glareola maldivarum), juvenil

Die Orientbrachschwalbe (Glareola maldivarum) ist ein Vogel aus der Familie der Brachschwalbenartigen (Glareolidae).
Sie kommt östlich in Asien, im äußersten Süden Sibiriens, in der Mongolei und China, Taiwan, in Indien, Sri Lanka, den Philippinen, auch im Westen Japans und auf den Ryūkyū-Inseln vor. Bruten wurden auch im Süden Pakistans und in Borneo nachgewiesen. Sie überwintert auf den Malediven, in Indien und Südostasien bis Indonesien, Neuguinea bis Australien. Sie ist gelegentlich als Irrgast auch in Madagaskar, auf den Seychellen und Mauritius zu sehen.
Das Verbreitungsgebiet umfasst Steppen, offenes Grasland, trockene kahle Lebensräume in der Nähe von Feuchtgebieten, Flussauen oder Wattgebiete.

## Beschreibung
Die Orientbrachschwalbe ist 23–25 cm groß und wiegt zwischen 59 und 95 g. Die Flügelspannweite beträgt 58–64 cm. Die Oberseite ist olivbraun mit weißem Bürzel, der Hals ist ockerfarben mit einem schmalen schwarzen Halsband abgesetzt. Die Brust ist braun und geht pfirsichfarben über in den weißen Bauch. Die Beine sind grau, der gegabelte Schwanz schwarz mit schwarzer Endbinde. Im Fluge ist rot auf den Deckflügeln zu erkennen.

## Stimme
Der Ruf des Männchens wird als scharfes „kyik“, ähnlich dem der Rotflügel-Brachschwalbe, beschrieben.

## Lebensweise
Die Nahrung besteht aus Insekten und anderen Gliederfüßern auf dem Boden, besonders Grashüpfer, Grillen und Käfern, auch geflügelte Termiten. Gejagt wird im Fluge wie Seeschwalben.
Die Brutzeit liegt zwischen April und Juni. Die Nester befinden sich in lockeren Kolonien auf offenen Flächen, gern auf niedergebrannten Grasflächen oder grasbewachsenen Flussinseln.
Nordöstliche Populationen überwintern als Langstreckenzieher hauptsächlich in Südostasien und Indonesien.

## Gefährdung
Die Orientbrachschwalbe gilt als nicht gefährdet (Least Concern).